# 선관책진
선관책진(禪關策進)은 중국 명나라 때 항저우의 운서사에 주석하던 운서주굉 스님이 저술한 선어록이다.

## 역사
1600년 운서주굉 스님이 75세 때 저술했다. 1598년에 끝난 임진왜란 직후이다.
운서주굉(雲棲株宏, 1535-1615) 스님은 자백진가(紫栢眞可, 1543~1603), 감산덕청(憨山德淸, 1546~1622), 우익지욱(藕益智旭, 1599~1655)과 함께 "명나라 4대 고승"이라고 불린다. 연지대사(運池大師)라고 불렸으며, 중국 정토종 제8대 조사이다.
연지대사는 아미타경을 풀이한 미타경소초(彌陀經疏抄)에서 "아미타불의 명호를 부르는 것은 수많은 공덕을 한꺼번에 다 갖추는 것이고, 아미타불 명호만 부른다면, 이는 온갖 수행법을 빠짐없이 갖추는 것이다"라고 하였다. 염불수행법이 계정혜(戒定慧) 삼학(三學)을 두루 포함하고 육바라밀을 빠짐없이 갖춘 법문이라고까지 하였다. 저술로는 유심(唯心)으로 종지를 삼아 사(事)와 리(理)를 융회하며 아미타경을 해설한 미타경소초와 선정쌍수(禪淨雙修)의 관점에서 고인들의 기연과 어록을 기록한 선관책진, 염불과 참선, 보살행 등의 일상 수행법을 안내한 죽창수필 등 20여 종이 유명하다.
벽암록, 임간록, 임제록, 선관책진을 선종에서는 종문칠서라고 부른다.